# Katja Bengeri
Katja Bengeri (27. studenoga 2001.), hrvatska reprezentativna kajakašica i kanuistica. Članica hrvatske reprezentacije u juniorskim kategorijama. Članica Kajak kanu kluba Varteks iz Varaždina. Natjecala se u slalomskim utrkama u sklopu ECA juniorskog Kupa u Valstagni u Italiji(16. – 17.06), u njemačkom Augsburgu (23. – 24.06); austrijskom Flattachu (26. – 27.06.) te u Bratislavi u Slovačkoj (30.06. – 01.07.) 2018. godine, a nakon odveslanih ECA kupova u sastavu hrvatske reprezentacije trebala je sudjelovati na svjetskom juniorskom i prvenstvu za mlađe juniorke u slalomu koje se održalo u Ivrei u Italiji.